# 몬트리올 세계 영화제
몬트리올 세계 영화제(프랑스어: Festival des films du monde de Montréal, 영어: Montreal World Film Festival)는 캐나다 몬트리올에서 매년 8월 하순부터 9월 초까지 열리는 국제 영화 제작자 연맹 (FIAPF) 공인 국제 영화제이다. 1977년부터 개최되었으며, 토론토 국제 영화제와 더불어 북미 최대 규모의 영화제이다.

## 같이 보기
- 토론토 국제 영화제